# Eje de equilibrado

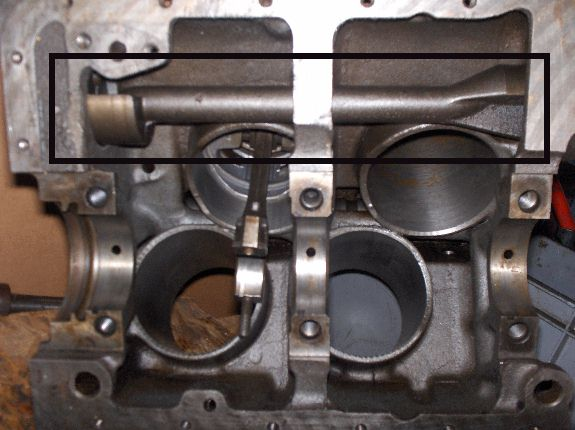
Eje de equilibrado de un motor Ford Taunus V4.

En la ingeniería de los motores de pistones, un eje de equilibrado o eje de balanceo es un eje con contrapesos excéntricos, adicional al cigüeñal, el cual anula las vibraciones que se producen en los motores que no son inherentemente balanceados (por ejemplo, muchos motores de cuatro cilindros). Fue inventado originalmente por el ingeniero británico Frederick Lanchester en 1904.

## Descripción general
Los ejes de equilibrado son más comunes en los motores en línea de 4 cilindros, debido a la asimetría de su diseño, que produce una vibración inherente de segundo orden (la vibración se produce al doble de las RPM del motor) la cual no puede ser eliminada sin importar lo bien que estén equilibrados los componentes internos. Estas vibraciones son generadas por el movimiento de las bielas, movimiento que en un motor en línea no es simétrico con la rotación del cigüeñal; en consecuencia en una rotación dada del cigüeñal, el ascenso y descenso de los pistones tienen aceleraciones que no son completamente opuestas, dando lugar a una fuerza inercial neta, dos veces con cada revolución, que se incrementa cuadráticamente con las RPM, sin importar lo perfecto que sea el balanceo de los componentes.
El problema se incrementa con cilindradas grandes, debido a que solo es posible aumentar la cilindrada 
- aumentando la carrera del pistón, y por ende las aceleraciones lineales,
- aumentando el diámetro, y por lo tanto la masa de los pistones;

De cualquier manera, se incrementa la magnitud de la vibración inercial. Durante muchos años los 2000 cc. fueron vistos como el límite "no oficial" de desplazamiento para motores en línea de producción con características aceptables de ruido y vibración. Los motores boxer tienen sus pistones opuestos horizontalmente, por lo que están naturalmente balanceados, y no necesitan la complejidad extra, el costo ni la pérdida de potencia asociadas con los ejes de equilibrado. Los motores Bóxer junto al 6 en línea y el 12 cilindros en V, no requieren de un eje de equilibrio o contrapesos en el cigüeñal para equilibrar el peso de las piezas, que son necesarios en otras configuraciones del motor.
El concepto básico del eje de equilibrado ha existido desde 1904, cuando fue inventado y patentado por el ingeniero británico Frederick Lanchester. Dos ejes de equilibrado que rotaban en sentidos opuestos al doble de velocidad que el motor. Contrapesos excéntricos en estos ejes estaban dimensionados y colocados de tal forma que los giros contrarrotatorios cancelaban sus reacciones inerciales en el plano horizontal, pero sumándose en el plano vertical, dando una fuerza neta igual, pero desplazada 180° respecto a la vibración indeseable del motor básico, cancelándose ambas vibraciones entre sí por interferencia destructiva. La aplicación efectiva del concepto, sin embargo, es bastante concreta como para ser patentada. El problema básico presentado por el concepto es dar un soporte y lubricación adecuados a las partes que rotan al doble de velocidad del motor cuando las vibraciones de segundo orden se vuelven inaceptables.
Existe el debate sobre cuánta energía del motor cuesta el mantener los dos ejes en movimiento. La cifra dada es generalmente de alrededor de 15 CV (11 kW), pero esto puede ser excesivo para pérdidas por fricción. Es posible que este sea un error de cálculo derivado de la utilización común de dinamómetros de inercia, que calculan la potencia midiendo la aceleración angular en vez de la medida real de par a velocidad constante. Los 15 HP (11 kW), entonces, incluyen tanto las pérdidas por fricción como el incremento de la inercia angular de los ejes que giran rápidamente, los cuales pueden no ser un factor a velocidad constante. Sin embargo, algunos usuarios quitan estos ejes, para recuperar esa potencia perdida y para reducir la complejidad y las fuentes de posibles fallas para usos de alto rendimiento y competición, y por la creencia común (pero falsa) que la suavidad que proveen estos ejes puede obtenerse balanceando cuidadosamente los componentes rotatorios del motor.[cita requerida]

## Aplicaciones de cuatro cilindros
Mitsubishi Motors fue pionera en la era moderna con el diseño del motor Astron de "eje silencioso" en 1975, con ejes de equilibrado ubicados abajo y a un costado del bloque de cilindros, y comandados por la bomba de aceite a través de cadenas. Posteriormente, el diseño fue licenciado a Fiat, Saab y Porsche.
Saab refinó aún más el principio de los ejes de equilibrado para eliminar las vibraciones laterales armónicas secundarias (debido a la misma asimetría en el diseño del motor, pero de mucha menor magnitud) colocando los ejes en forma simétrica con los laterales, pero a diferentes alturas del cigüeñal, introduciendo de esa manera un momento de fuerza que contrarresta las vibraciones laterales, resultando en el motor B234, excepcionalmente suave.

## Aplicaciones de seis cilindros
Otros diseños con ejes de equilibrado se pueden encontrar en muchos diseños de motores V6. Mientras que un V6 de diseño óptimo tiene los bancos de cilindros a 60°, muchos de los motores actuales derivan de los motores V8, los cuales tienen los bloques de cilindros a 90°. Esto provee un orden de encendido uniforme en un motor de 8 cilindros, pero en un motor de 6 cilindros resulta en "zancadas" rítmicas, debido a que con cada rotación del cigüeñal, tres cilindros encienden a intervalos de 90°, seguidos por un lapso de 90° sin impulso. Esto puede eliminarse usando un cigüeñal, más caro y complejo, que altere la relación entre los dos bancos de cilindros para dar una diferencia efectiva de 60°, pero recientemente muchos fabricantes han encontrado que es más económico adaptar el concepto del eje de equilibrado, usando uno solo con contrapesos espaciados que cancelen las sacudidas intrínsecas del motor V6 a 90°.

## Motores con ejes de equilibrado

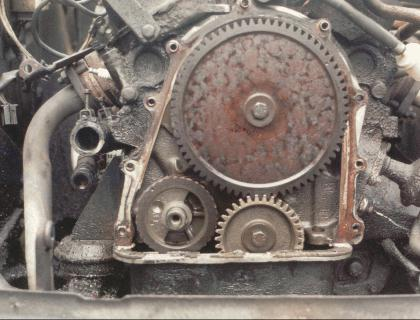
Imagen de la distribución de un motor Ford Taunus V4. El engranaje pequeño es el cigüeñal, el grande corresponde al árbol de levas. El engranaje pequeño a la izquierda corresponde al eje de equilibrado.

Otros fabricantes produjeron motores con uno o dos ejes de equilibrado, incluyendo:
- Alfa Romeo 2,0L cuatro cilindros, usado en el Alfa Romeo 156
- BMW K75, motocicleta
- motor Chrysler K
- Motor Chrysler motor Neon 2,4L y 2,5L
- Motor Ford Modular V10
- Ford Taunus V4
- Buick 3800 V6
- Motor General Motors Quad 4 y Ecotec
- Motor GM Atlas de cuatro y cinco cilindros (dos ejes de equilibrado)
- Motor GM Quad-4, usado en el Pontiac Sunfire de 1995.
- Motor GM Vortec V-6 (un eje de equilibrado)
- Honda 2,2L (F22) de cuatro cilindros
- Kawasaki Kawasaki Z440LTD
- Motor Mazda 2,3L MZR (dos ejes de equilibrado)
- Motor Mitsubishi Astron
- Nissan 2,5L (QR25DE) de cuatro cilindros
- Porsche 2,5L, 2,7L y 3,0L, de cuatro cilindros en línea
- Motor Subaru EF
- Tata Nano
- Toyota 2,4L (2AZ-FE)
- Motor Saab H 2.3i 150cv
- Volvo B234F, B204GT y B204FT (cuatro cilindros, dos ejes de equilibrado, 16 válvulas a la cabeza, usado en las series 700 y 900)

así como también numerosos motores de motocicleta, particularmente bicilíndricos verticales, y algunos monocilíndricos pequeños.